# Liste der Monuments historiques in Castanet-Tolosan
Die Liste der Monuments historiques in Castanet-Tolosan führt die Monuments historiques in der französischen Gemeinde Castanet-Tolosan auf.

## Liste der Bauwerke
| Bezeichnung                  | Beschreibung | Standort | Kennzeichnung | Schutzstatus | Datum | Bild           |
| ---------------------------- | ------------ | -------- | ------------- | ------------ | ----- | -------------- |
| Aquädukt                     |              | (Lage)   | PA31000021    | Inscrit      | 1998  |                |
| Schleuse                     |              | (Lage)   | PA31000022    | Inscrit      | 1998  | weitere Bilder |
| Kirche St-Gervais-St-Protais |              | (Lage)   | PA00125565    | Inscrit      | 1993  | weitere Bilder |